# After the Software Wars
After the Software Wars es un libro escrito por Keith Curtis, un exempleado de Microsoft que trabajó para la empresa desde 1993 a 2004, que trata sobre el software libre y su importancia en la industria de la informática, más específicamente sobre su impacto en Microsoft y el software propietario.
En el libro se discute la importancia del conocimiento libre y compartido y del sentido de comunidad. Además proporciona tanto ejemplos como desafíos de software libre y recursos de conocimiento como Linux y Wikipedia. Puede descargarse gratuitamente en Lulu.com en formato PDF o comprarse en Amazon.com en formato tradicional.